# Death on the Nile (1978)
Death on the Nile is een film uit 1978 onder regie van John Guillermin. De film is gebaseerd op het gelijknamige boek uit 1937 van Agatha Christie.

## Verhaal
Linnet Ridgeway verblijft aan boord van cruiseschip S.S. Karnak. Bijna alle andere passagiers zien haar het liefst dood. Marie Van Schuyler zit achter haar juwelen aan, haar dienstmeid klaagt over haar beloofde opslag die ze niet heeft ontvangen en Salome Otterbourne moet vanwege Ridgeway voor de rechter verschijnen. Wanneer Ridgeway dood wordt aangetroffen, is het aan detective Hercule Poirot (Peter Ustinov) om het allemaal op te lossen. Dat is niet eenvoudig met zo veel verdachten.

## Rolverdeling
| Acteur              | Personage               |
| ------------------- | ----------------------- |
| Peter Ustinov       | Hercule Poirot          |
| Jane Birkin         | Louise Bourget          |
| Bette Davis         | Marie Van Schuyler      |
| Lois Chiles         | Linnet Ridgeway Doyle   |
| Mia Farrow          | Jacqueline De Bellefort |
| Jon Finch           | James Ferguson          |
| Olivia Hussey       | Rosalie Otterbourne     |
| George Kennedy      | Andrew Pennington       |
| Angela Lansbury     | Salome Otterbourne      |
| Maggie Smith        | Miss Bowers             |
| Simon MacCorkindale | Simon Doyle             |
| David Niven         | Kolonel Johnny Race     |
| Jack Warden         | Dokter Ludwig Bessner   |
| Harry Andrews       | Barnstaple              |

## Trivia
- Het filmen moest elke dag gestopt worden tijdens lunchtijd, vanwege de hoge temperaturen.
- Gezien het feit dat het werkelijk op een schip werd opgenomen, moesten er kleedkamers gedeeld worden vanwege gebrek aan kamers. Bette Davis deelde haar kamer met Maggie Smith en Angela Lansbury.
- Hoofdrolspeler Ustinov was de ex-zwager van Angela Lansbury.
- De hoofdrol zou oorspronkelijk gaan naar Albert Finney, die Poirot gespeeld had in Murder on the Orient Express, maar deze haakte af. Finney had geen zin de zware make-up voor de rol te dragen in de Egyptische zon.